# Комитет по цените
Комитетът по цените е държавна институция в България, съществувала през 1968-1976 година и 1986-1988 година.
През 1968 година Комитетът по цените е отделен от Държавния комитет за планиране. Няма ранг на министерство, но председателят му е заместник-председател на Министерския съвет. Задачата на комитета е да регулира цените в условията на планова икономика. През 1976-1986 година отново е присъединен към Държавния комитет за планиране. Закрит е през 1988 година, когато е образувано Министерство на икономиката и планирането.